# Mosteiro (Ramiranes)
Mosteiro (llamada oficialmente San Pedro de Mosteiro) es una parroquia y un lugar del municipio español de Ramiranes, en la provincia de Orense, Galicia.

## Historia
Hasta la década de 1920, la parroquia perteneció al municipio de Villameá de Ramiranes, que luego se fusionó con el de Freás de Eiras para formar el de Ramiranes.

## Organización territorial
La parroquia está formada por seis entidades de población:
- Costa (A Costa)
- Mosteiro
- Outeiro (O Outeiro)
- Piñeiro
- Santa Marta
- Terrado (O Terrado)

## Demografía

### Parroquia
| Gráfica de evolución demográfica de Mosteiro (parroquia) entre 2000 y 2023 |
|                                                                            |
| Datos según el nomenclátor publicado por el INE.                           |

### Lugar
| Gráfica de evolución demográfica de Mosteiro (lugar) entre 2000 y 2023 |
|                                                                        |
| Datos según el nomenclátor publicado por el INE.                       |